# Esther Taillon
Pour les articles homonymes, voir Taillon.
Esther Taillon a été secrétaire trésorière et vice-présidente de l’Association pour le soutien et l’usage de la langue française entre 1988 et 2002. Elle a été directrice générale du Conseil de la vie française en Amérique, dont elle a été la coordonnatrice des Fêtes du cinquantenaire. Elle a mis sur pied et coordonné la Table de concertation de la Francophonie, laquelle est à l’origine de la Semaine internationale de la Francophonie au Québec. En tant que représentante des organismes communautaires à l’Office québécois de la langue française, elle a participé à la création de la Francofête. Elle s'est vu décerner en 2005 l'Ordre des francophones d'Amérique, en 2009 la médaille de la Fédération québécoise des sociétés de généalogie et en 2012, la Médaille d'argent du Lieutenant-gouverneur du Québec.